# 高鰭鎧弓魚
高鰭鎧弓魚，為輻鰭魚綱骨舌魚目弓背魚科的其中一種，為熱帶淡水魚，分布於亞洲印尼蘇門答臘及婆羅洲淡水流域，體長可達100公分，棲息在雨林溪流、湖泊底層水域，以甲殼類、軟體動物、昆蟲等為食，生活習性不明，可做為食用魚。

## 扩展阅读
維基物種上的相關：高鰭鎧弓魚